# Dyrektor Federalnego Biura Śledczego
Dyrektor Federalnego Biura Śledczego – najwyższy zarządca w strukturach Federalnego Biura Śledczego, mianowany przed prezydenta, zatwierdzany przez Senat i odpowiadający bezpośrednio przed prokuratorem generalnym.

## Uprawnienia

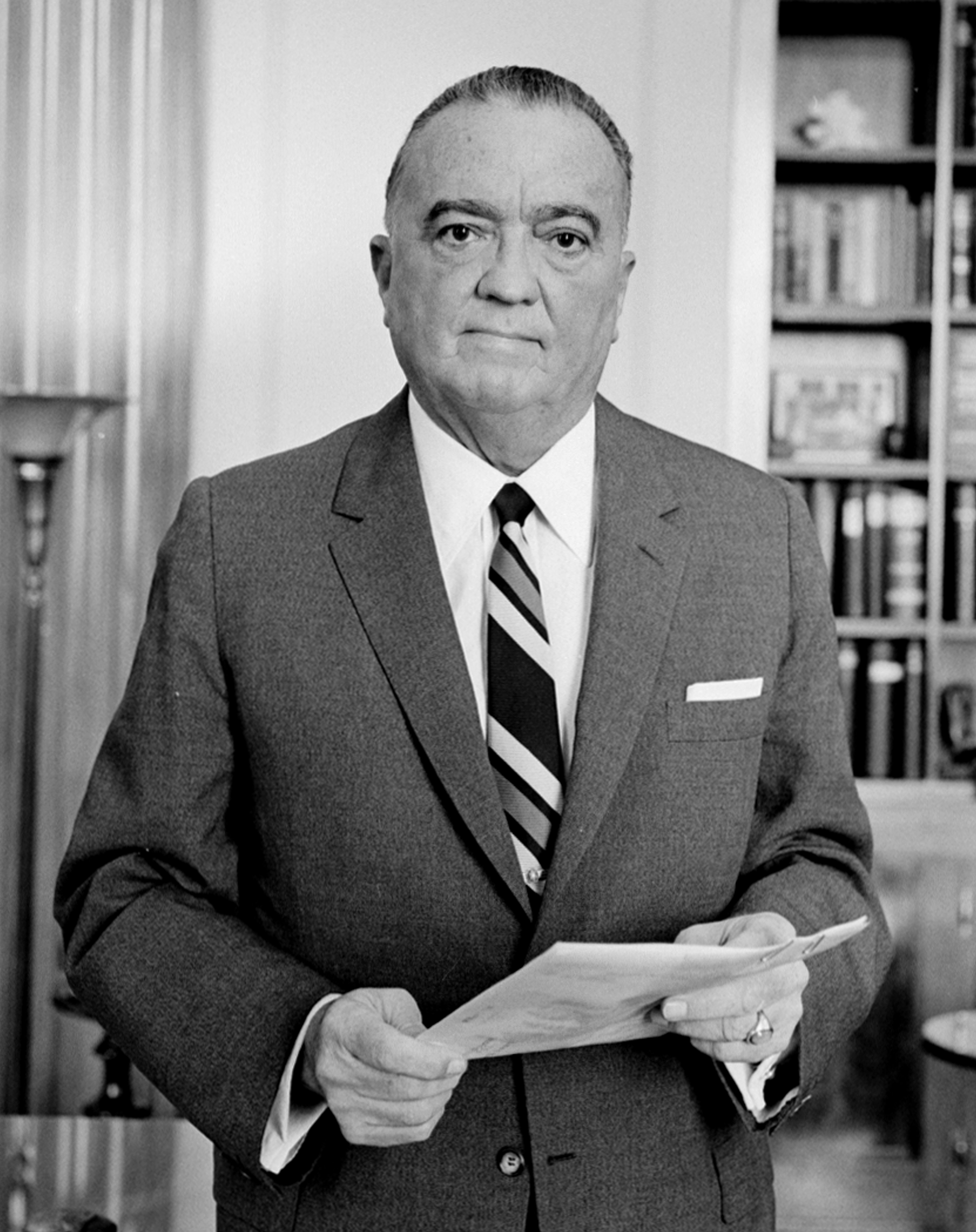
J. Edgar Hoover, dyrektor FBI w latach 1924–1972.

Od 1908 Federalne Biuro Śledcze jest zarządzane przez jedną osobę, początkowo nazywaną szefem. Od czasu kadencji Williama Flynna szef FBI jest nazywany dyrektorem.
Od lat 20. XX wieku dyrektor FBI odpowiada bezpośrednio przed prokuratorem generalnym Stanów Zjednoczonych.
Zgodnie z ustawami Omnibus Crime Control Act i Safe Streets Act z 1968, dyrektor jest mianowany przez prezydenta i zatwierdzany przez Senat.
15 października 1976, w reakcji na wyjątkowo długą, 48-letnią, kadencję dyrektora J. Edgar Hoovera, Kongres Stanów Zjednoczonych wprowadził przepisy ograniczające okres wykonywania urzędu przez dyrektora FBI do jednej, najwyżej dziesięcioletniej, kadencji. W 2011 Senat za namową prezydenta Baracka Obamy zrobił wyjątek dla Roberta Muellera, ponieważ Pentagon i Centralna Agencja Wywiadowcza zmieniały swój zarząd i wraz z dymisją dyrektora FBI ciągłość zespołu odpowiadającego za bezpieczeństwo kraju zostałaby przerwana.

## Sukcesja
1. Zastępca dyrektora Federalnego Biura Śledczego
2. Zastępca zastępcy dyrektora Federalnego Biura Śledczego
3. Dyrektor Oddziału Bezpieczeństwa Narodowego
4. Dyrektor ds. Przestępczości, Cyberprzestrzeni, Reagowania i Usług
5. Dyrektor Wydziału ds. Zwalczania Terroryzmu
6. Dyrektor Wydziału Śledczego ds. Przestępczości
7. Dyrektor Wydziału Kontrwywiadu
8. Dyrektor Biura Polowego w Waszyngtonie
9. Dyrektor Biura Polowego w Nowym Jorku
10. Dyrektor Biura Polowego w Los Angeles[3]